# Naval Strike Missile
A Naval Strike Missile vagy röviden NSM egy tengeri és szárazföldi célpontok ellen bevethető robotrepülőgép, amelyet a norvég Kongsberg Defence vállalat fejleszt és gyárt. Indítható hajóról, szárazföldről illetve Joint Strike Missile (JSM) változata repülőgépről is.

## Kialakítása és jellemzői
A robotrepülőgép alacsony észlelhetőségű vagyis "lopakodó" kialakítású. A NSM az ebben a fegyverkategóriában megszokott radar helyett passzív infravörös képalkotó célfelismerő rendszert és rávezetést alkalmaz. Mindez azt a célt szolgálja, hogy az ellenséges célpont légvédelme a lehető legkésőbb észlelje a közeledő NSM-et és ne maradjon ide az ellen-tevékenységre. A radar kisugárzása riasztaná célba vett hajót és egyes hajókra telepített elhárító rakéták (pl. RIM-116 RAM) kifejezetten a támadó rakéták radarjeleire vezetik rá magukat. A túlélés és találat valószínűségét növelendő az NSM egy előre beprogramozott útvonalon repül a cél felé – akár teljesen váratlan irányból is támadhatja a célpontot. Ezenkívül a végfázisban véletlen szerű manővereket hajt végre a becsapódás pillanatáig.
A mintegy 180 km hatósugarú NSM egy 125 kg tömegű harci résszel rendelkezik és indítható hajóról, szárazföldről egyaránt.

## Joint Strike Missile (JSM)
A Kongsberg a Lockheed Martinnal közösen fejleszti a NSM repülőgép fedélzeti változatát Joint Strike Missile (JSM) néven, amely F-35 vadászbombázóhoz is integrálásra kerül. 
A JSM a következőkben tér el a NSM-től:
- áttervezett külső kialakítás, hogy beférjen az F-35 belső fegyverterében. Az F-35 két JSM-et és két légiharc-rakétát hordozhat egyidejűleg a belső fegyvertereiben
- Nagyobb robbanótöltet
- Nagyobb hatótávolság

## Alkalmazók
Jelenlegi alkalmazók
 Amerikai Egyesült Államok – A haditengerészet (US NAVY) Freedom, Independence és Constellation osztályú hajói illetve a tengerészgyalogság (USMC) alkalmazza.
 Lengyelország – a lengyel flotta partvédelmi erői alkalmazzák
 Norvégia – a norvég flotta Fridtjof Nansen és Skjold osztályú hajóinak fegyverzete az NSM
Jövőbeni alkalmazók
 Ausztrália
 Egyesült Királyság –  a Harpoon robotrepülőket váltják a Royal Navy hadihajóin
 Hollandia – 2025-től kezdődően a NSM váltja a De Zeven Provinciën osztályú fregattok fedeélzetén a Harpoon  robotrepülőgépeket
 Kanada
 Németország – az NSM váltja a Harpoon robotrepülőgépeket a német haditengerészet valamennyi hajóján.
 Malajzia – a Maharaja Lela osztályú fregattok fegyverzete lesz
 Románia – partvédelmi változatot rendelték meg
 Spanyolország – a Harpoon robotrepülőket váltják a spanyol hadiflotta F100 és jövőbeni F110 fregattok arzenáljában.

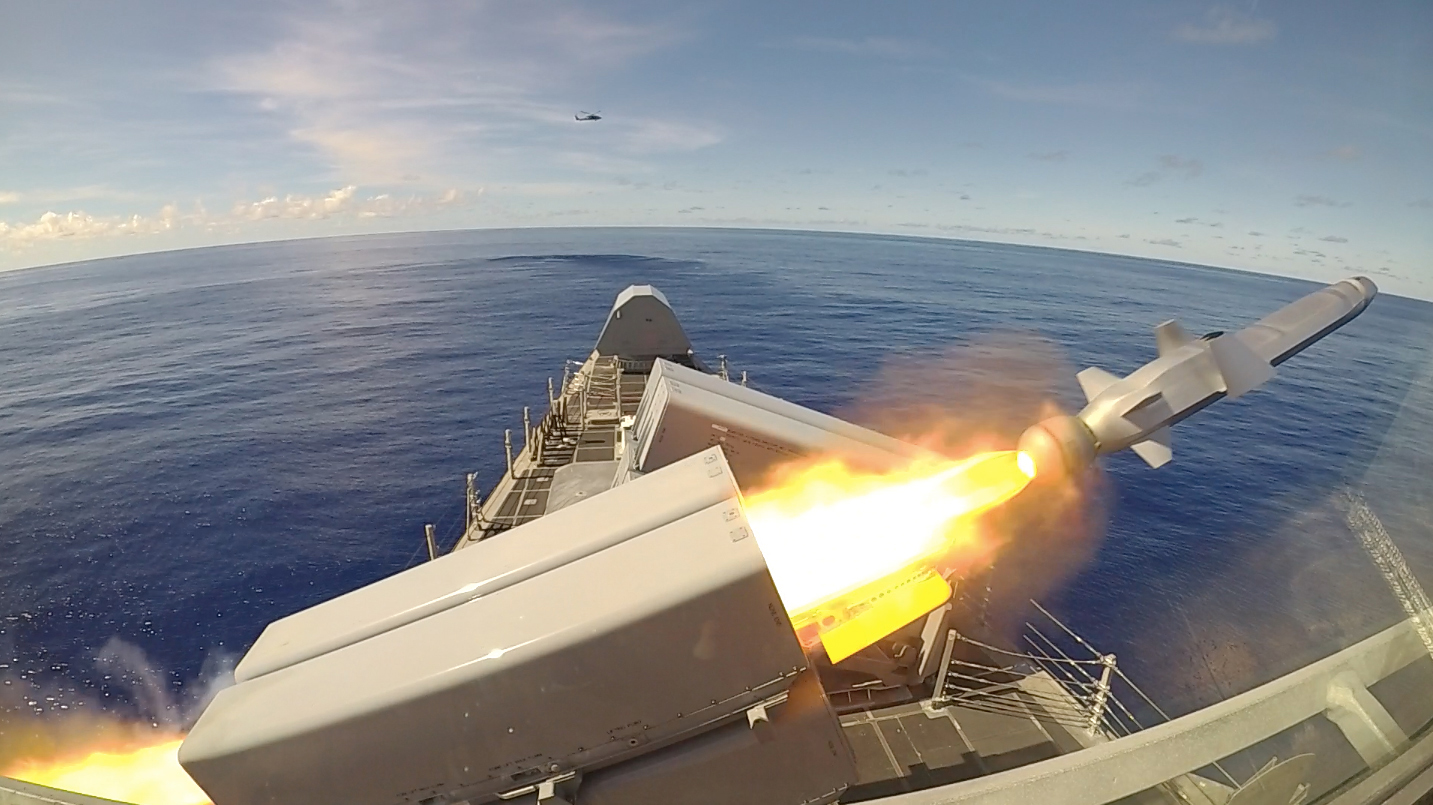
Indítás a USS Gabrielle Giffords fedélzetéről
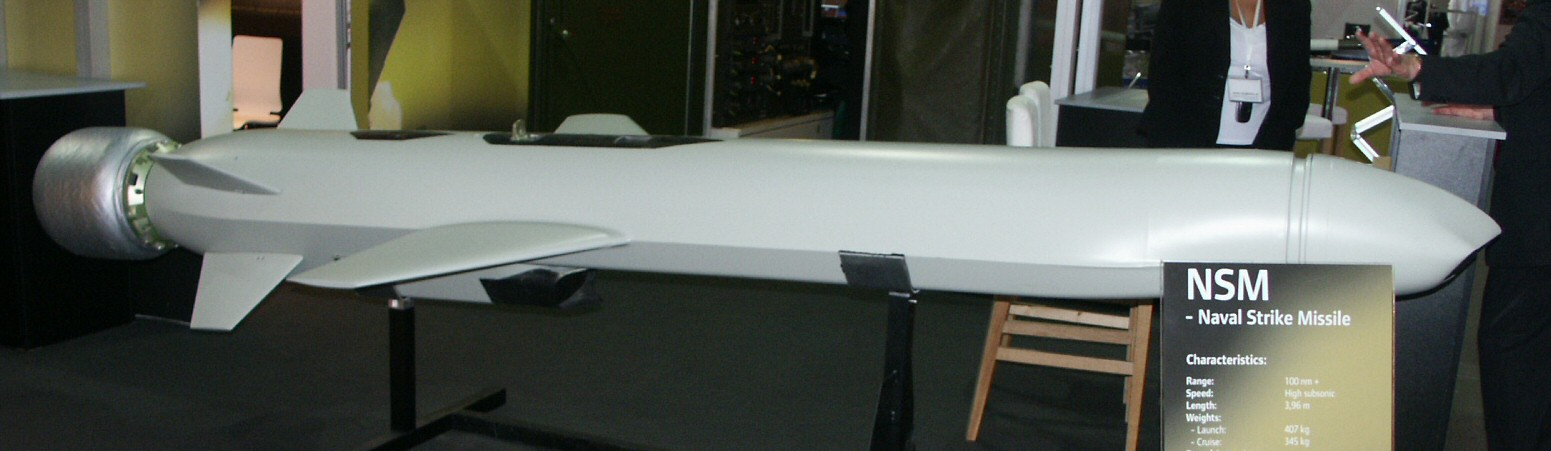
NSM makett egy kiállításon
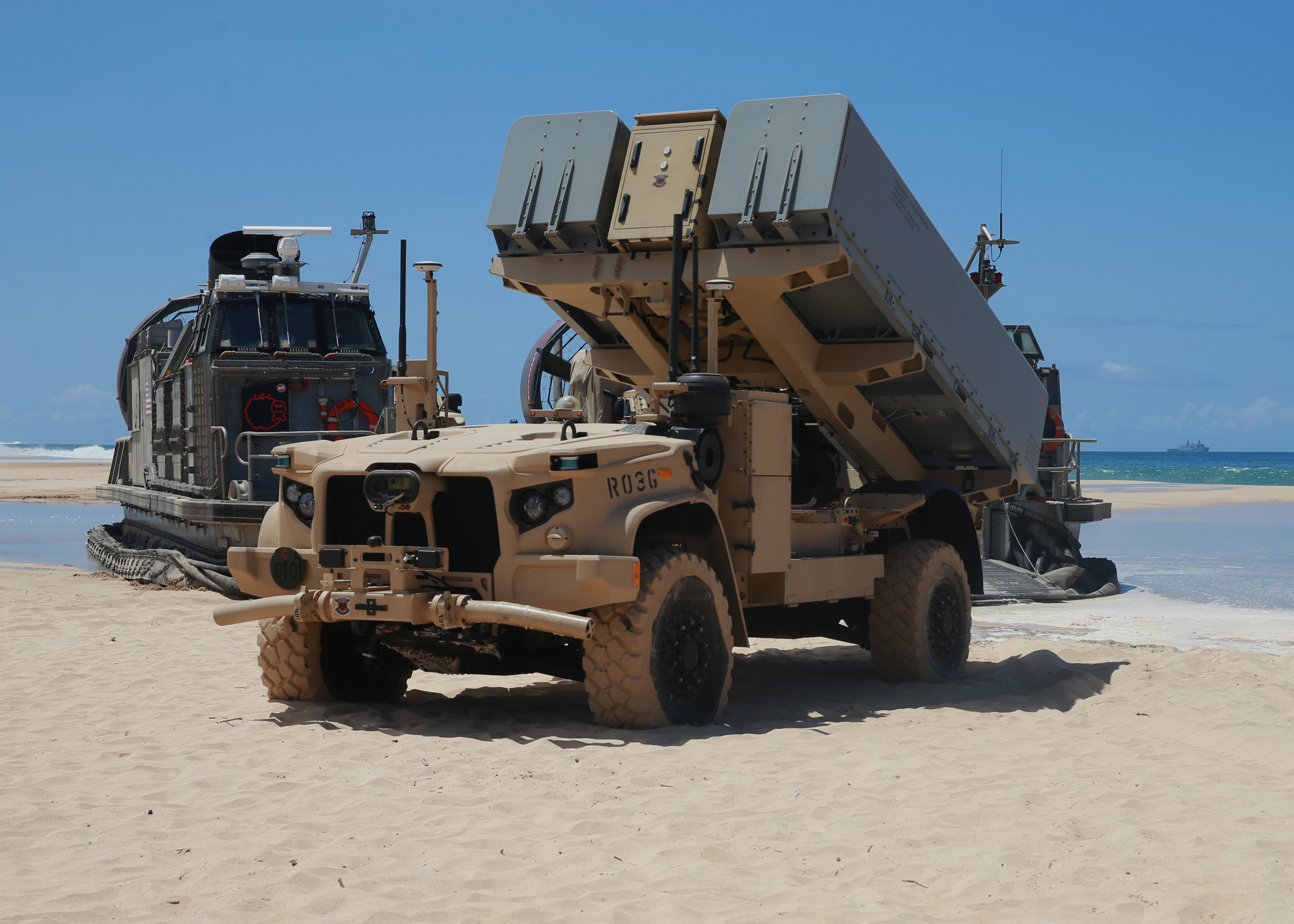
A USMC egyik távirányítsú NSM indítója
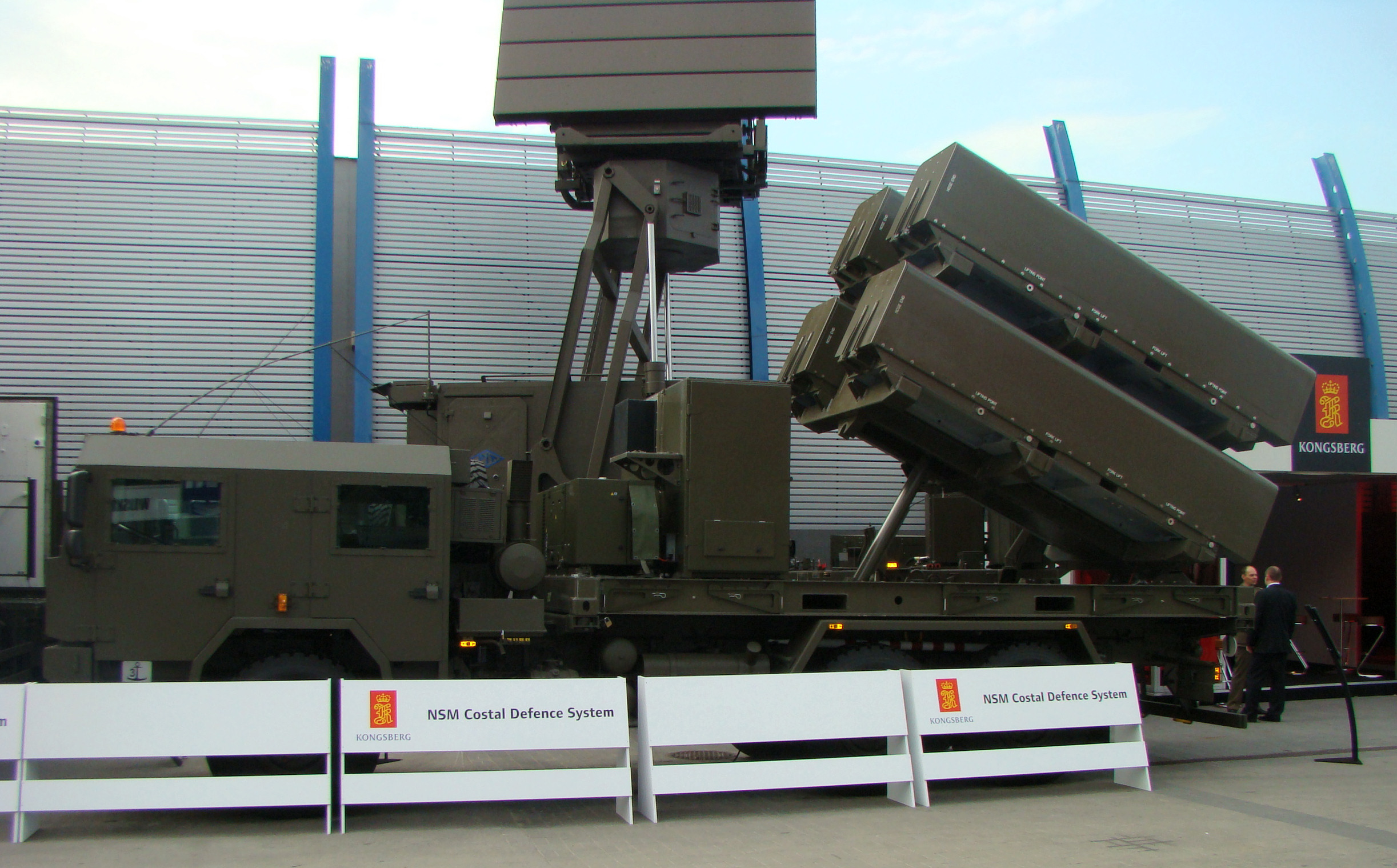
Lengyel partvédelmi NSM
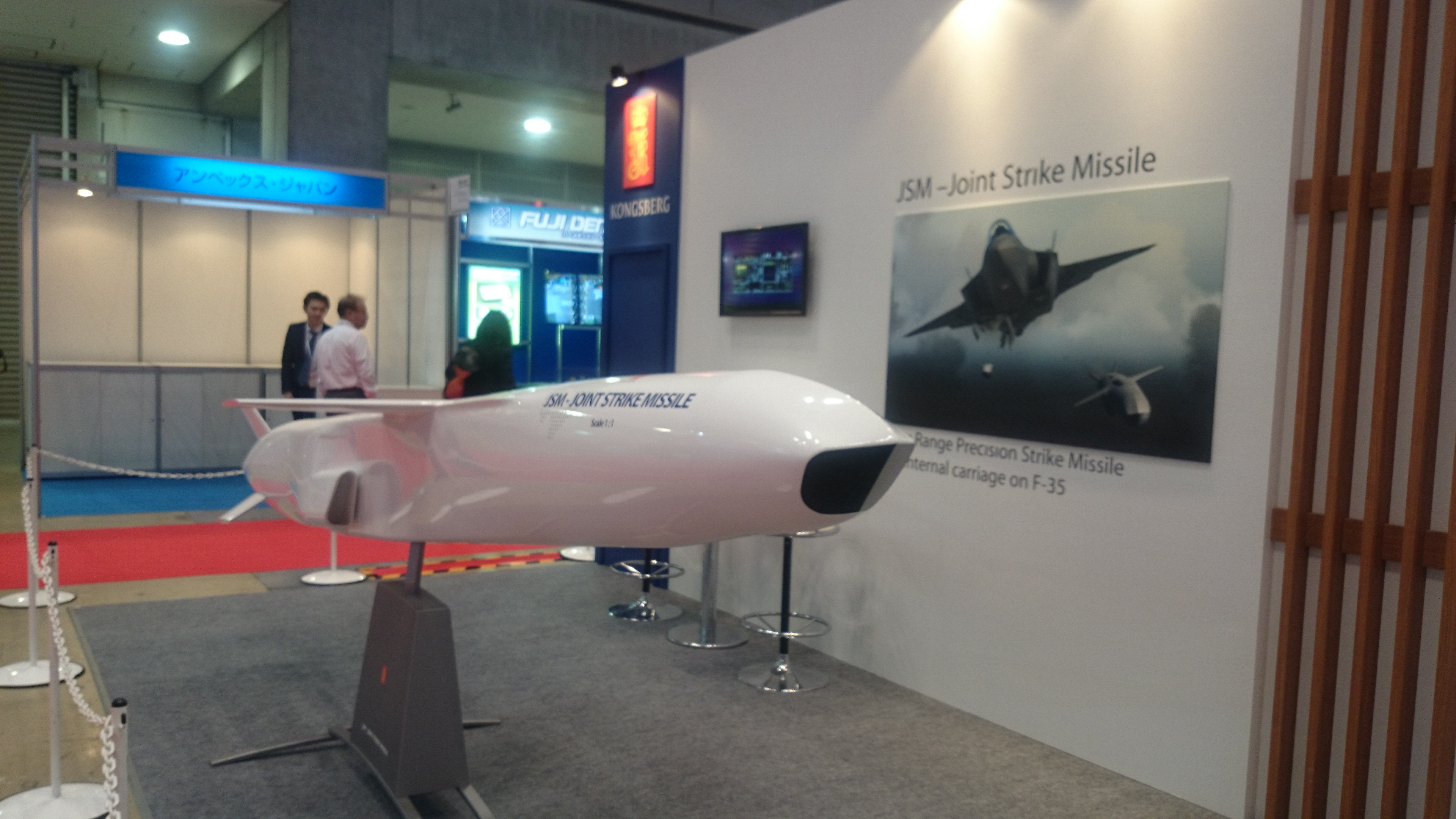
A légi indítású JSM makettje

## Hasonló robotrepülőgépek
- Ice Breaker / Sea Breaker – izraeli szárazföldről, vízről, levegőből egyaránt bevethető alacsony észlelhetőségű robotrepülőgép, amely szintén infravörös elektrooptikai rávezetést alkalmaz.